# Making Mirrors
Making Mirrors is het derde studioalbum van de Australisch-Belgische artiest Gotye. Het album werd uitgebracht op 19 augustus 2011.
De single Somebody That I Used to Know (samen met Kimbra) werd in Nederland uitgeroepen tot de grootste Top 40-hit aller tijden.

## Nummers
Alle muziek en teksten zijn geschreven door Wally De Backer. 
| Nr. | Titel                                         | Duur |
| --- | --------------------------------------------- | ---- |
| 1.  | Making Mirrors                                | 1:01 |
| 2.  | Easy Way Out                                  | 1:57 |
| 3.  | Somebody That I Used to Know (met Kimbra)     | 4:04 |
| 4.  | Eyes Wide Open                                | 3:11 |
| 5.  | Smoke and Mirrors                             | 5:13 |
| 6.  | I Feel Better                                 | 3:18 |
| 7.  | In Your Light                                 | 4:39 |
| 8.  | State of the Art                              | 5:22 |
| 9.  | Don't Worry, We'll Be Watching You            | 3:18 |
| 10. | Giving Me a Chance                            | 3:07 |
| 11. | Save Me                                       | 3:53 |
| 12. | Bronte                                        | 3:18 |
| 13. | Dig Your Own Hole                             | 4:23 |
| 14. | Somebody That I Used to Know – Faux Pas Remix | 3:59 |
| 15. | Showdown Below My Sombrero                    | 2:30 |